# 민주사회당 (독일)
독일 민주사회당(民主社會黨, Partei des Demokratischen Sozialismus, PDS)은 1989년부터 2007년까지 있었던 독일의 민주사회주의 정당이다.
동독을 통치했던 독일 사회주의통일당의 법적인 계승자이다.
2005년 당명을 좌파당.PDS(Die Linkspartei.PDS)로 변경하였다.
2007년 6월 16일 좌파당 (독일)에 흡수되었다.

## 역대 선거 결과

### 역대 총선
| 년도 | 의석 수  | 득표수    | 득표율 |
| ---- | -------- | --------- | ------ |
| 1990 | 66 / 400 | 1,892,381 | 16.4%  |
| 1990 | 17 / 614 | 1,129,578 | 2.4%   |
| 1994 | 30 / 622 | 2,066,176 | 4.4%   |
| 1998 | 36 / 631 | 2,515,454 | 5.1%   |
| 2002 | 2 / 603  | 1,916,702 | 4.0%   |

## 같이 보기
- 좌파당 (독일)
- 독일의 내각제
- 독일의 정당 목록